# Будівництво гірничого підприємства
Будівництво гірничого підприємства (рос. строительство горного предприятия (шахты, карьера), англ. building of mining enterprise (mine, quarry)) — гірничо-будівельні роботи великого масштабу, що починаються після визначення запасів корисних копалин, ухвалення ТЕО на об'єкт, проекту гірничого підприємства, створення відповідної інфраструктури.
Див. докладніше:
- шахта,

- кар'єр

- свердловина.